# ミュージックブースト
株式会社ミュージックブースト（英: Music Boost Co., Ltd.）は、東京都渋谷区渋谷に本社スタジオを構える日本の企業である。
略称はミュージックブースト、またはMUSICBOOST。

## 概要
2022年11月に株式会社として設立。2023年1月に「NEW VOCALIST PROGRAM」の募集を開始。
エイベックス・クリエイター・エージェンシー株式会社（本社：東京都港区）監修によるオリジナル楽曲制作、映像制作など、歌手活動の第一歩を支援するプログラムを提供している。